# 薯角
薯角是指不规则的楔形马铃薯切片，通常薯角很大、很厚而且未剥皮。薯角的加熱方法有油炸以及烘焙。一些快餐連鎖店會出售薯角。薯角製成後還會在上面撒上辣椒粉、盐和胡椒粉。

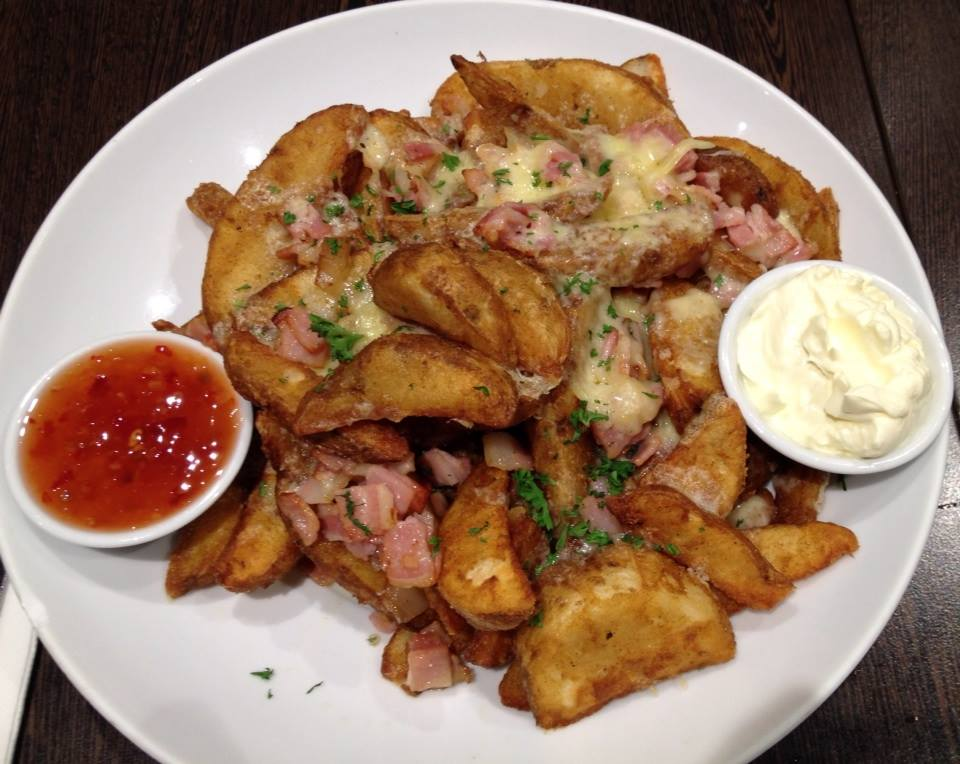
薯角、奶酪和培根，配以甜辣椒酱和酸奶油